# Диановиц, Карл
Карл Диановиц, также известный как Бем или Бэм (фр. Jean-Charles Dianowitz, Jean-Charles d'Yanowitz; Besme, Bême, Bème, нем. Johann Karl Janowsky von Janowitz, чеш. Jan Karel Janovský z Janovic; дата рождения неизвестна, Богемия — 1575 или 1577, Бутвиль, Франция) — богемский наёмник во Франции, активный участник Варфоломеевской ночи 24 августа 1572 года, непосредственный исполнитель убийства адмирала Колиньи — одного из лидеров гугенотов.

## Биография
О биографии Диановица известно немного. Судя по прозвищу Бем (которое может быть переведено с французского того времени как Богемец), происходит из Богемии, в то время входившей в состав Священной Римской империи германской нации, из-за чего некоторые современники называют его «немцем».
Обязан своим социальным восхождением дому Гизов. Во время Варфоломеевской ночи, в составе группы, возглавляемой Генрихом Гизом, прибыл к дому адмирала Колиньи, вошёл в его комнату, убил адмирала и выбросил труп в окно.
Затем был отправлен Гизом в Испанию. Возвращаясь оттуда, в 1575 году в Жарнаке попал в руки сентонжских гугенотов. Диановицу удалось бежать, однако он был настигнут капитаном Бертовилем, губернатором Бутвиля, и заколот им. По другим данным, арестован капитаном и препровождён в замок последнего. Там он содержался какое-то время, после чего был заколот капитаном в 1577 году.
Тело Диановица было затребовано Филиппом де Вольвиром, маркизом Рюффека и командующим ангулемскими католиками, и похоронено в Ангулеме.

## Воспоминания современников
Современник событий Агриппа д’Обинье так описывал эти события:
Пока они испытывают сломанные двери, Бем входит в комнату; он находит адмирала в ночном платье и спрашивает его: “Ты адмирал?” Ответом было (по рапорту, д'Атэна): “Молодой человек, уважай мою старость: пусть по крайней мере я умру от руки дворянина, а не этого денщика”. Но на эти слова Бем пронзил его шпагой и, извлекши ее, рассек ему лицо надвое палашом. Герцог де Гиз спросил, сделано ли дело, и когда Бем ответил, что да, ему приказали выбросить тело за окно, что он и сделал.

Королева Наварры Маргарита де Валуа, также указывала Бема в своих «Мемуарах» в качестве непосредственного убийцы адмирала Колиньи:
Господин де Гиз направил к дому адмирала немецкого дворянина Бема, который, поднявшись в его комнату, заколол его кинжалом и выбросил из окна к ногам своего господина, герцога де Гиза.

## В культуре
Упомянут Дюма в романе «Королева Марго».